# Élection à la direction du Parti national écossais de 2000
L'élection à la direction du Parti national écossais de 2000 a eu lieu le 23 septembre 2000, pour élire le chef de file du parti à la suite de la démission d'Alex Salmond, chef du parti depuis dix ans.
L'élection voit s'affronter deux tendances, l'une, l'aile graduelle (les Gradualists), représentée par John Swinney, défend la dévolution écossaise comme une étape vers l'indépendance de l'Écosse et de l'autre, l'aile fondamentaliste (les Fundamentalists), qui soutient Alex Neil et sont favorables à une approche plus radicale,.
John Swinney est élu chef du parti.

## Résultats
| Candidat | Candidat     | Voix | %    |
| -------- | ------------ | ---- | ---- |
|          | John Swinney | 547  | 67,1 |
|          | Alex Neil    | 268  | 32,9 |